# میشل کلن
میشل کلن (به انگلیسی: Michel Collon) تاریخ‌نگار، روزنامه‌نگار و نویسنده بلژیکی و عضو حرکت محور تقارن برای صلح.

## زندگی‌نامه
میشل کللون کار خود را در هفته نامه هفتگی بلژیک Solidaire آغاز کرد. او کار خود را به‌طور مستقل با نوشتن کتاب، ساخت فیلم و خبرنامه اینترنتی ادامه داد. میشل کللون وابسته به حزب کارگران بلژیک وابسته است و شبکه ای از ناظران مدنی را در یوگسلاوی و عراق تشکیل داده‌است.
به نظر میشل کُلُن، جنگ‌های ویتنام، گرانادا، پاناما، عراق ۱۹۹۱، سومالی، بوسنی، یوگسلاوی، افغانستان، عراق ۲۰۰۳و جنگ ونزوئلا – اکوادر از جمله جنگهایی بوده‌اند که با دروغ‌های رسانه‌ای از سوی آمریکا آغاز شده و نتیجه‌ای جز کشتار مردم و ویرانی برای این کشورها نداشته‌است.
وی معتقد است : «آمریکا، از طریق وسایل ارتباط جمعی، بارها و بارها جنگ‌هایی را که تصمیم به برافروختنشان گرفته بود و گرفته‌است با دروغ‌هایی که بعداً رسوا شده‌اند و می‌شوند، «موجّه و مشروع»، جلوه داده‌است و می‌دهد.»

## آثار
- راهنمای عملی مقابله با دستکاری افکار عمومی
- یوگسلاوی و جنگ‌های آینده
- ناتو در حال فتح و اشغال همهٔ جهان است
- قوانین اقتصادی یی که جنگ‌ها را به وجود می‌آورند
- جنگ گلوبال، آغاز شده‌است[۳]